# Fontána Květ lípy

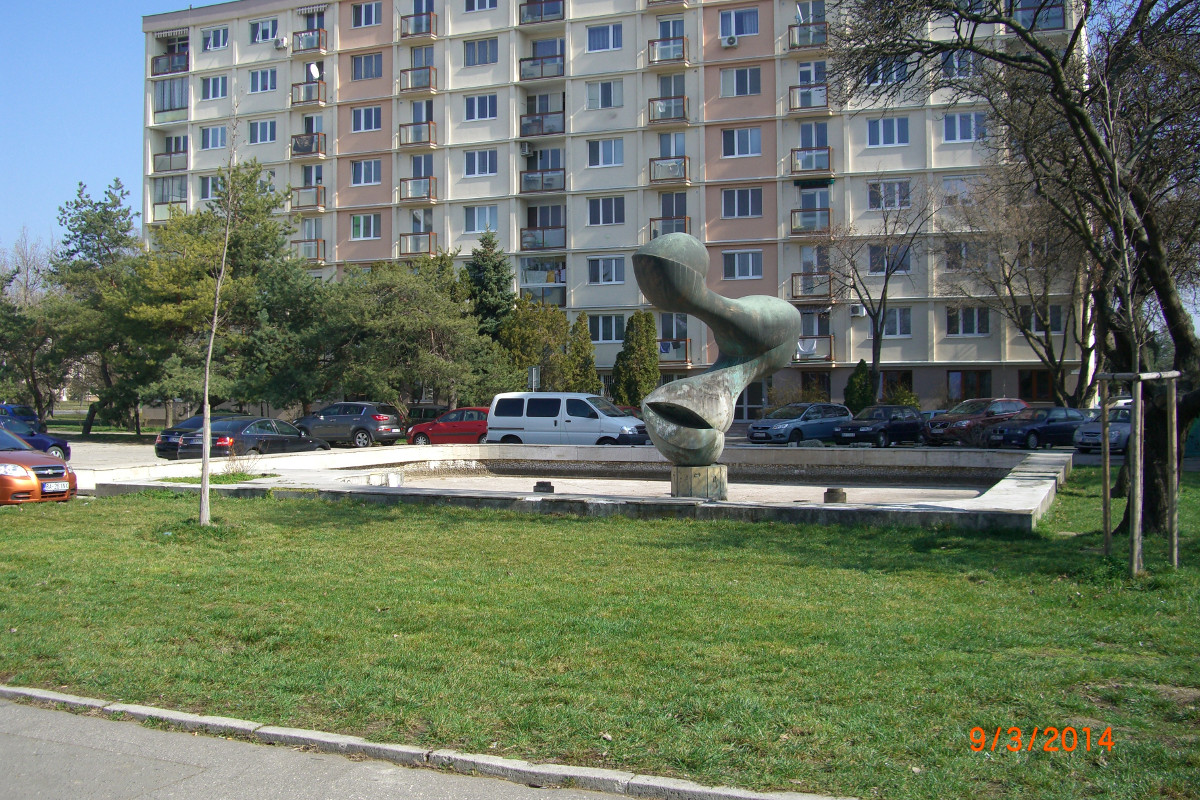
Fontána Květ Lípy v Bratislavě

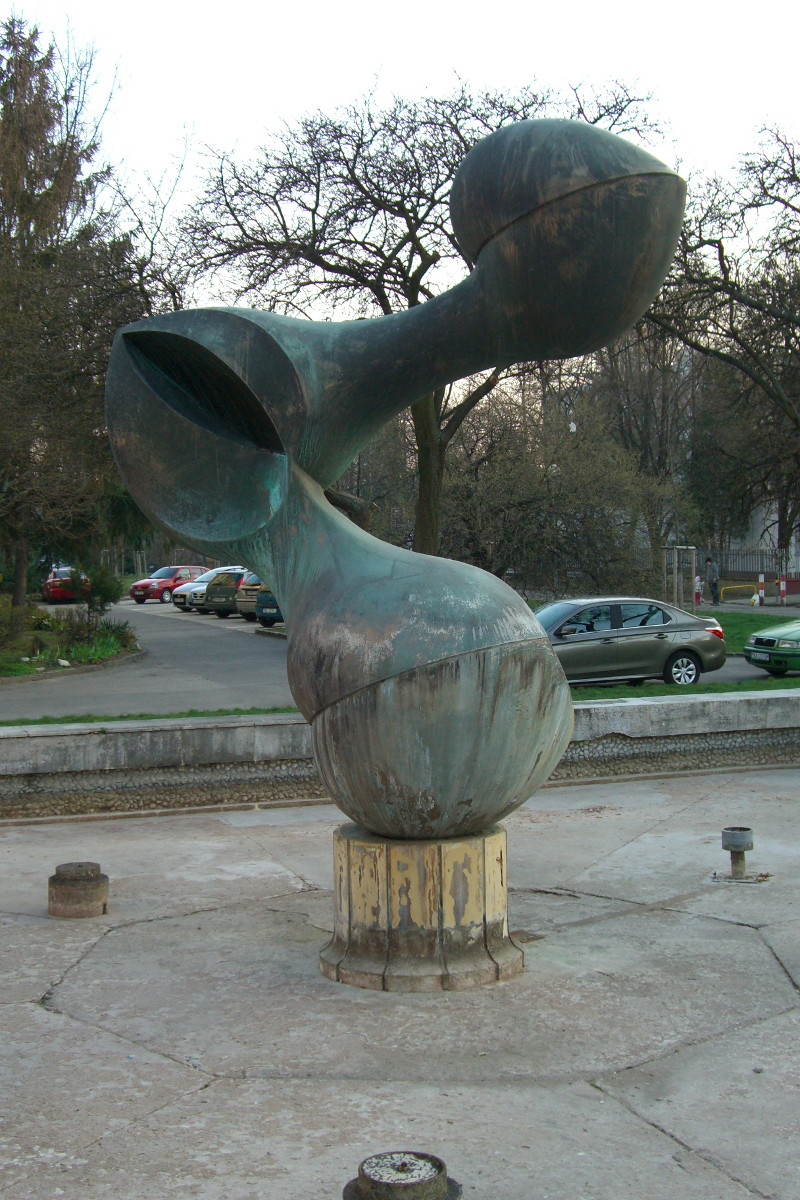
Detail plastiky

Květ Lípy je fontána v Ružinově, Bratislavě, která se nachází v místní části Pošeň u křižovatky ulice Ivana Horvátha a Exnárovy ulice.

## Popis
Autoři fontány jsou akad. soch. Alexander Bilkovič a ing. arch. Iľja Skoček.
Odhalená byla v roce 1986.
Fontána byla instalována do již existujícího bazénu, ve kterém měly být původně pěstovány lekníny.
Teprve později byl bazén přeměněn na fontánu.
To vysvětluje jeho rozlehlost a přítomnost schůdků vedoucích do něj.
Ve středu je umístěna kovová plastika květu lípy.
Kolem je rozmístěno 5 vodotrysků, ze kterých stříká voda do výšky 6 metrů vytvářející kolem plastiky vodní mlhovinu, která duhově zbarvuje sluneční paprsky.